# Championnats du monde de trampoline 1976
Navigation
Édition précédente Édition suivante
Les championnats du monde de trampoline 1976, neuvième édition des championnats du monde de trampoline, ont eu lieu le 3 juillet 1976 à Tulsa, aux États-Unis.

## Podiums
| Épreuves                        | Or                                             | Argent                                       | Bronze                                  |
| ------------------------------- | ---------------------------------------------- | -------------------------------------------- | --------------------------------------- |
| Hommes                          |                                                |                                              |                                         |
| Individuel résultats détaillés  | Richard Tison (FRA) Yevgeniy Yanes (URS)       |                                              | Sergey Lobanov (URS)                    |
| Synchro résultats détaillés     | Yevgeniy Yankovenko (URS) Yevgeniy Yanes (URS) | Robert Schwebel (FRG) Werner Friedrich (FRG) | Stephen Pelser (RSA) Jenson (RSA)       |
| Tumbling résultats détaillés    | Jim Bertz (USA)                                | Ed Goodman (USA)                             | Kevin Mckee (USA)                       |
| Double Mini résultats détaillés | Ron Merriott (USA)                             | Bobbie Bollinger (USA)                       | Derick Lotz (RSA)                       |
| Femmes                          |                                                |                                              |                                         |
| Individuel résultats détaillés  | Svetlana Levina (URS)                          | Natalya Moyseva (URS)                        | Ruth Keller (SUI)                       |
| Synchro résultats détaillés     | Svetlana Levina (URS) Olga Starikova (URS)     | Leigh Hennessey (USA) Ann Thompson (USA)     | Ute Scheile (FRG) Ute Luxon-Czech (FRG) |
| Tumbling résultats détaillés    | Tracey Long (USA)                              | Nancy Quattrochi (USA)                       | Lisa Podojil (USA)                      |
| Double Mini résultats détaillés | Leigh Hennessey (USA)                          | Denise Seal (USA)                            | Nancy Boham (USA)                       |